# 須江航
須江 航（すえ わたる、1983年4月9日 - ）は、埼玉県比企郡鳩山町出身の高校野球指導者、仙台育英学園高等学校情報科教諭。

## 経歴
小学校2年時より野球を始める。鳩山町立鳩山中学校を経て、宮城県の仙台育英高校に進学。2年秋からはグランドマネージャーを務め、3年時には春夏連続で甲子園大会に記録員としてベンチ入りをしている。
高校卒業後は、青森県の八戸大学に進学。入学後は野球部に入部し、学生コーチを務める。
大学卒業後には、地元の埼玉県で高校教員を目指していたが恩師に誘われる形で仙台育英高校の系列校の秀光中等教育学校に着任し、創部間もない野球部の監督に就任。
その後は長く中学野球の指導者として実績を残し続けてきたが、母校・仙台育英高校の野球部内で不祥事が発覚し監督・佐々木順一朗が2017年12月10日引責辞任することと2018年1月1日付で須江が監督に就任することが発表された。その後も全国大会の常連校として甲子園大会への出場や県内、東北内の大会で実績を重ねている。
2022年8月22日、第104回全国高等学校野球選手権大会決勝で下関国際高等学校を下して仙台育英を優勝に導き、宮城県のみならず、東北としても悲願であった全国制覇を達成した。決勝戦の試合終了後の優勝インタビューにて須江はコロナ禍の中の高校生たちの思いを代弁して「青春って、すごく密なので」と言葉を発し、「苦しい中で全国の高校生たちが頑張って、今日、最後に（ウチが）ここに立ったと言うだけなので…… 全国の高校生に拍手を送って下さい」と締め括り、感謝の意を表した。この須江の言葉「青春って、すごく密なので」は、同年11月4日の新語・流行語大賞の候補30語(No.17)にノミネートされ、のちに同年12月1日に選考委員特別賞を受賞した。12月4日放送の『情熱大陸』（MBSテレビ）では須江のチームづくりが取り扱われた。
2024年6月、日本スポーツマンシップ大賞のグランプリを受賞。

## 甲子園での成績
- 春：出場3回[注 1]・4勝2敗
- 夏：出場4回・13勝3敗・優勝1回（2022年）、準優勝1回（2023年）
- 通算：出場7回・17勝5敗

## 著名な教え子

### 秀光中
- 梅津晃大
- 佐藤世那
- 西巻賢二

### 仙台育英高
- 入江大樹
- 山田脩也

## 著書
- 二度消えた甲子園 仙台育英野球部は未曾有の苦境をどう乗り越えたのか（2020年8月4日、ベースボール・マガジン社、ISBN 978-4-583-11300-5）[9]
- 仙台育英 日本一からの招待（2022年12月2日、カンゼン、ISBN 978-4-8625-5670-7）[10][11]